# 바이아웃 (스포츠)
바이아웃(buyout clause)은 스포츠 특히 프로축구에서 선수와 구단이 입단 계약을 맺을 때  특정 금액을 정해 놓고, 이 금액 이상을 지불하는 구단이 있으면 소속 구단과의 협의 없이도 바로 선수와 협상할 수 있다는 내용의 계약 조항이다.
즉, 바이아웃 금액 이상을 제시한 구단은 소속 구단과 계약이 남아 있는 선수를 영입할 수 있다. 